# Bytyç
Bytyç (Bytyçi) est une commune albanaise, devenue subdivision territoriale du district de Tropojë, dans la préfecture de Kukës.